# Eliahu Speiser

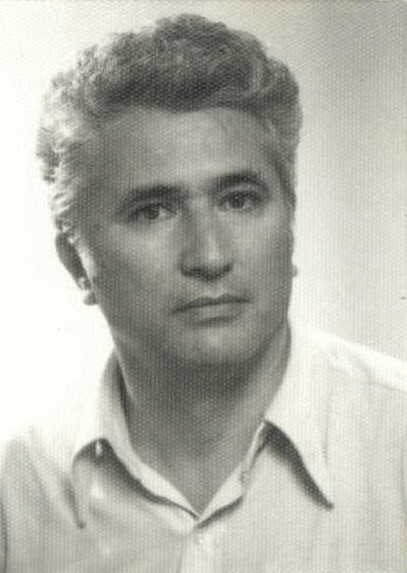
Eliahu Speiser

Eliahu Speiser (* 23. März 1930 in Haifa; † 12. November 2009) war ein israelischer Politiker.
Speiser studierte Bakteriologie an der Hebräischen Universität Jerusalem sowie Wirtschafts- und Rechtswissenschaft an der Universität von Paris.
Er trat im Jahr 1965 der Mapai bei. Später wurde er Vizebürgermeister von Tel Aviv. Vom 13. Juni 1977 bis zum 21. November 1988 saß Speiser für die Partei Awoda, in welcher die Mapai im Jahr 1968 aufgegangen war, in der Knesset.